# إي. كوبهام بروير
إبنيزر كوبهام بروير (بالإنجليزية: E. Cobham Brewer) (2 مايو 1810 في نورويتش  - 6 مارس 1897 في إدوينستو، نوتنجهامشير)، هو مؤلف " دليل للمعرفة العلمية بالأشياء المألوفة و قاموس بروير للعبارات والخرافة ، وكتيب القارئ ، وذلك ضمن كتب أخرى تستخدم كمراجع.

## التعليم والسفر
كان إي. كوبهام بروير ابن إليزابيث وني كيتون وجون شيرين بروير، والذي كان يعمل كمدير مدرسة نورويتش التابعة للمجمع المعمداني في كنيسة سانت ماري في نورويتش. أدار والده مدرسة في شارع كالفرت، نورويتش، حتى عام 1824، عندما افتتح أكاديمية جديدة في إيتون في ضواحي نورويتش. درس إي. كوبهام بروير في كلية ترينيتي هول في جامعة كامبريدج،  وتخرج من كلية الحقوق عام 1836. وتم ترسيمه في الكنيسة عام 1838.

## علم الأشياء المألوفة
بعد عودته إلى نورويتش للعمل في مدرسة والده، قام بروير بجمع أول عمل كبير له، وهو دليل للمعرفة العلمية بالأشياء المألوفة، والذي تم نُشره لأول مرة حوالي 1838-1841. حقق الكتاب شهرة واسعة، حيث أنه استخدام أسلوب صياغة بسيط ومنظم يشبه التعليم المسيحي في أسلوب السؤال والجواب، وقد ركزالكتاب على شرح «ظواهر الحياة الشائعة» مثل لما الثلج لونه أبيض، أو لما الأوراق خضراء اللون. في الأجزاء المتأخرة من الكتاب، تضع أسئلة بروير المعلومات العلمية في سياق لاهوتي ديني وذلك خلال مطالبة القراء بالتأمل في كيفية إثبات الأمثلة العلمية «لصلاح الله وحكمته». عائدات مبيعات هذا الكتاب قد تكون دفعت لتمويل رحلات موسعة قام بها بروير في أوروبا في وقت لاحق.

## عبارة وخرافة
عند العودة إلى إنجلترا في عام 1856، بدأ بروير في العمل الذي كان سيصبح قاموس بروير للعبارات والقصص. وقد استمد القاموس جزئياً من المراسلات مع قراء كتابه السابق. نُشرت الطبعة الأولى عام 1870 وظهرت طبعة منقحة عام 1894.

وعن الطريقة التي اتبعها في الكتاب، كتب بروير في مقدمة دفتر الملاحظات التاريخي : 
 أعمل كمؤلفاً منذ ستين عامًا، وقد قمت بكتابة العديد من الكتب، وبالطبع فقد قرأت العديد من الكتب المتنوعة. ولقد لاحظت من خلال تجربتي الطويلة مدى قلة تنوع نطاق القراءات «الأدبية»، وكيف أن هناك مسائل كانت جوهرية بالنسبة إلى في سنوات عمري الأولى لازالت غير محسومة وليس لها جواب قاطع. لدرجة أن هذا العمل الذي يقدم اليوم في عام 1891 كان مطلوبا وله نفس الفائدة لو ظهر عام 1830. لقد قرأت دائمًا مع وجود ورقة وقلم رصاص بجواري لتدوين كل ما أعتقد أنه قد يكون مفيدًا بالنسبة لي، ولقد قمت بتصنيف ما دونت إلى عدة أبواب. لقد كانت هذه عادة بقيت معي طوال حياتي ولا زالت باقية. . . 
يحتوي دليل القارئ على تاريخ لاحق ممتد. من خلال المراجعات التفصيلية من قبل المحرر هنرييتا جيرويغ  شكلت نواة كتيب كرويل للقراء والكتاب  الذي قدم بدوره نواة موسوعة بينيت للقراء ،  «حقًا كتاب جديد»، كما لاحظ بينيت؛ بصيغة منقحة، لا تزال مطبوعة.
تم إعادة تحرير دليل بروير للقارئ بواسطة ماريون هارلاند (1830-1922) وتم نشره في الولايات المتحدة، مع العديد من الرسوم التوضيحية وذلك تحت اسم رسوم لشخصيات رومانسية وخيالية ودرامية: A الطبعة المنقحة الأمريكية لكتيب القارئ، 4 مجلدات، نيو يورك 1892. تشمل الأعمال الأخرى التي كتبها بروير قاموس المعجزات: مقلد وواقعي وعقائدي (1884؟)، والمفكرة التاريخية، مع ملحق المعارك .

## أسرته
حقق العديد من أشقاء برور نجاحًا أكاديميًا ومهنيًا. كان جون شيرين بروير جونيور مؤرخًا بارزًا ومحررًا لأوراق الدولة البريطانية في مكتب السجل العام. كما عمل وليام بروير جراحًا وتم انتخابه عضوًا ليبراليًا عن كولشستر عام 1868 ؛ أما روبرت كيتون بروير فقد حصل على درجة الدكتوراة في الموسيقى وعمل أيضا كووزير معمداني. وكان لبروير شقسقتان تديران مدرسة للبنات في شارع لايم تري، نورويتش.
في عام 1856م، تزوج في باريس من إلين ماري وهي الابنة الكبرى للقس. فرانسيس تيبوت قسيس هوف.

## أعماله
- قاموس العبارة والخرافة (1894)
- المجلد 1 من كتيب القارئ (طبعة 1899)
- اللاهوت في العلوم، أو شهادة العلم إلى حكمة الله وخيرته
- تاريخ فرنسا، حتى عام 1874
- أدلة المسيحية
- دليل العلوم

## وفاته
توفي بروير في 6 مارس 1897م في منطقة إدوينستو، شيروود فورست، نوتنغهامشاير حيث كان يقيم مع صهره، القس هــ. ت. هايمان.

## روابط خارجية
- إي. كوبهام بروير على موقع الموسوعة البريطانية (الإنجليزية)
- مؤلفات Ebenezer Cobham Brewer في مشروع غوتنبرغ
- مؤلفات عن أو بواسطة إيبنزر كوبهام بروير من أرشيف الإنترنت